# 서용주
서용주(徐鏞周, 1990년 6월 30일 ~ ) 은 KBO 리그 전 KIA 타이거즈의 외야수이다.
동의대학교를 졸업하고 신고선수로 입단했다.

## 출신 학교
- 대해초등학교
- 포항제철중학교
- 포항제철공업고등학교
- 동의대학교